# 命果てるまで
「命果てるまで」（いのちはてるまで）は、日本のロックバンドであるUNICORNの楽曲。
1990年10月21日にCBS・ソニーから4枚目のシングルとしてリリースされた。作詞・作曲は奥田民生が行い、プロデュースはUNICORN名義となっている。
前作「働く男」（1990年）から3か月ぶりにリリースされたシングルであり、4枚目のアルバム『ケダモノの嵐』（1990年）リリースから20日後のリカットとなった。また、カップリング曲は本シングル盤から11日後にリリースされたミニ・アルバム『おどる亀ヤプシ』（1990年）収録曲のシングルバージョンとなっている。
歌詞の内容は女性とラブホテルに滞在する男性を描いたものであり、原曲はストレイ・キャッツのようなロックンロールの曲であったが、加山雄三のイメージからハワイアンミュージックの要素を入れて完成させることとなった。シングル盤ジャケットには収録曲の説明が表記されている。また、本作のミュージック・ビデオは映画監督のマーカス・ニスペルが制作している。
オリコンチャートでは最高位10位となった。

## 録音、制作
奥田民生によれば、本作のシングルカットはディレクターである河合誠一マイケルからの提案であり、メンバーがそれを承諾したために決定した。西川幸一および堀内一史は本作がシングル向きの楽曲ではないと断言している。奥田はアルバム『ケダモノの嵐』が曲単位で独立しておらず、地味な曲の寄せ集めであったためにシングル向きの曲がないと述べている。間奏で挿入される映画『第三の男』（1949年）で使用されたアントン・カラスによるテーマ曲のために、レコーディングには口笛専門の「口笛シャン」が参加していたと奥田は述べている。

## 音楽性と歌詞
阿部義晴によれば、本作はデモテープの段階ではストレイ・キャッツのようなロックンロールの曲であったが、ハワイアンミュージックの要素を入れて完成したという。歌は奥田によるボーカルを2重にした上で、片方のボーカルのみテンポを上げてダビングしている。また奥田によれば加山雄三が念頭にあったと述べ、歌詞の内容は「本人が爽やかにナンパしてるってカンジ」と述べている。歌詞中の「僕の体は炎と燃えている」の箇所はデモの段階では「僕のあそこは小さくたれている」であったという。
音楽誌『別冊宝島724 音楽誌が書かないJポップ批評22 ユニコーン&奥田民生の摩訶不思議』においてライターの西岡ムサシは、本作がテレフォンクラブブームにインスパイアされた曲であると推測し、ラブホテル室内の描写が「かなり雰囲気が出た」と述べた上で加山ファンである奥田が演奏したウクレレによるハワイアンな要素と相まって「うさんくささ炸裂」であると述べている。また口笛による『第三の男』のテーマ曲が挿入されたことによって女性ファンに不人気となったことも頷けると述べている。

## チャート成績
本作はオリコンチャートにおいて最高位10位、登場回数は6回、売り上げ枚数は6.8万枚となった。

## ミュージック・ビデオ
「命果てるまで」のミュージック・ビデオは、前作「働く男」に引き続き女性の裸体が出る内容のため一部規制がかかり、プロモーション・ビデオとしての役割を果たせなかった（クリップ集には収録されている）。監督は後に映画『悪魔のいけにえ』（1974年）のリメイクである『テキサス・チェーンソー』（2003年）を手がけたマーカス・ニスペルが担当している。ビデオ中にはジュリアン・テンプルの映画『ビギナーズ』（1986年）においてレイ・デイヴィスの「クワイエット・ライフ」が流れるシーンのパロディが採用されている。
ビデオでは堀内がダッチワイフを抱えるシーンなどが挿入されているが、UNICORNメンバーの登場頻度は低くほぼ外国人によるシーンで構成されている。制作時には日本とアメリカ合衆国での表現規制の差が話題となり、日本では局部の露出は規制されているが、アメリカでは性表現そのものが問題となるケースも多く、監督のニスペルは規制の緩さから自由にビデオ撮影を行ったと西川は述べている。ニスペルの作品はアメリカではほぼ放送禁止となっていたが、UNICORNというバンド名だけを聞いてイメージした絵コンテを大量に描いており、阿部は「ヘンな人でしたけど、すごかったですよ。半端じゃない創造力ですよ」と述べ感銘を受けていた。なお、アメリカにはラブホテルが存在せず、歌詞の英訳と音源を渡したことでおおよそのイメージは伝わっていたが、堀内は「なぜSMが出てきちゃうのかなっていうのはあった」と述べ、西川は「抽象的ではないんです。すごく現実的。でも難解。そんなビデオです」と述べている。

## シングル収録曲
| #         | タイトル                                                                                         | 作詞               | 作曲                         | 編曲      | ボーカル           | 時間 |
| --------- | ------------------------------------------------------------------------------------------------ | ------------------ | ---------------------------- | --------- | ------------------ | ---- |
| 1.        | 「命果てるまで」(挿入曲「第三の男」作曲: アントン・カラス、マイケル・カー、ゴールデン・ジャック) | 奥田民生           | 奥田民生                     | UNICORN   | 奥田民生           | 3:47 |
| 2.        | 「PTA〜光のネットワーク〜」                                                                      | 奥田民生、阿部義晴 | 奥田民生、阿部義晴、小西康陽 | 小西康陽  | 奥田民生、阿部義晴 | 5:41 |
| 合計時間: | 合計時間:                                                                                        | 合計時間:          | 合計時間:                    | 合計時間: | 合計時間:          | 9:28 |

## スタッフ・クレジット

### UNICORN
- 奥田民生
- 阿部義晴
- 堀内一史
- 手島いさむ
- 西川幸一

### 参加ミュージシャン
- 堀口博雄 - 口笛

## リリース履歴
| No. | 日付           | レーベル    | 規格      | 規格品番  | 最高順位 | 備考 |
| --- | -------------- | ----------- | --------- | --------- | -------- | ---- |
| 1   | 1990年10月21日 | CBS・ソニー | 8センチCD | CSDL-3180 | 10位     |      |

## 収録アルバム
「命果てるまで」
- 『ケダモノの嵐』（1990年）
- 『THE VERY RUST OF UNICORN』（1994年）
- 『STAR BOX』（1999年）
- 『ULTRA SUPER GOLDEN WONDERFUL SPECIAL ABSOLUTE COMPLETE PERFECT SUPREME TERRIFIC ULTIMATE...』（2002年）
- 『Quarter Century Single Best』（2012年）

「PTA〜光のネットワーク〜」
- 『おどる亀ヤプシ』（1990年） - アルバムバージョンを収録。
- 『THE VERY RUST OF UNICORN』（1994年） - アルバムバージョンを収録。
- 『ULTRA SUPER GOLDEN WONDERFUL SPECIAL ABSOLUTE COMPLETE PERFECT SUPREME TERRIFIC ULTIMATE...』（2002年） - シングルバージョンを初収録。
- 『I LOVE UNICORN 〜FAN BEST〜』（2009年） - アルバムバージョンを収録。
- 『Quarter Century Single Best』（2012年） - シングルバージョンを収録。